# شونسوكي نوناكا
شونسوكي نوناكا (باليابانية: 野中 俊介) (مواليد 12 مايو 1977)، هو لاعب كرة قدم سابق كان يلعب كمهاجم.